# Galeandra harveyana
Galeandra harveyana är en orkidéart som beskrevs av Heinrich Gustav Reichenbach. Galeandra harveyana ingår i släktet Galeandra och familjen orkidéer. Inga underarter finns listade i Catalogue of Life.